# Little Livermere
Little Livermere est un village et une paroisse civile du Suffolk, en Angleterre.